# Paul Martens
Paul Martens (Rostock, República Democrática Alemana, 26 de octubre de 1983) es un ciclista alemán que fue profesional entre 2006 y mayo de 2021.

## Biografía
En 2005, gracias a su título de campeón de Alemania amateur en contrarreloj, ficha por el equipo alemán T-Mobile. Sin embargo no firma su primer contrato profesional con el equipo alemán, pero si lo hace con el equipo Skil-Shimano en 2006.
Gana sus primeras dos victorias como profesional en su primer año. Aunque sólo consigue una victoria en 2007 en la Ster Elektrotoer fue el mejor corredor de su equipo en las carreras por etapas: Ster Elektrotoer (2.º) Tour de Luxemburgo (4.º), Vuelta a Renania-Palatinado (5.º), y Eneco Tour (9.º). Estos buenos resultados le permitieron unirse al equipo Rabobank en 2008.
En el equipo neerlandés, que tuvo varias denominaciones a lo largo de los años, estuvo hasta su retirada. En un principio iba a ser en 2020, pero ante el parón provocado por la pandemia de coronavirus, decidió alargar su carrera hasta mediados de la temporada 2021. Colgó la bicicleta de manera definitiva tras competir en el Giro de Italia.

## Palmarés
2006
- 1 etapa de la Tour de Luxemburgo
- Giro de Münsterland

2007
- 1 etapa de la Ster Elektrotoer

2010
- Gran Premio de Valonia

2012
- 1 etapa de la Vuelta a Burgos

2013
- 1 etapa de la Vuelta al Algarve
- Tour de Luxemburgo

2014
- 1 etapa de la Vuelta a Bélgica

## Resultados en Grandes Vueltas y Campeonatos del Mundo
| Carrera         | Carrera         | 2006 | 2007 | 2008 | 2009  | 2010 | 2011  | 2012 | 2013 | 2014 | 2015  | 2016 | 2017 | 2018 | 2019 | 2020  | 2021 |
| --------------- | --------------- | ---- | ---- | ---- | ----- | ---- | ----- | ---- | ---- | ---- | ----- | ---- | ---- | ---- | ---- | ----- | ---- |
|                 | Giro de Italia  | —    | —    | 78.º | —     | —    | —     | —    | 63.º | —    | —     | —    | —    | —    | 75.º | —     | 99.º |
|                 | Tour de Francia | —    | —    | —    | —     | —    | —     | —    | —    | —    | 80.º  | 98.º | 82.º | 81.º | —    | —     | —    |
|                 | Vuelta a España | —    | —    | —    | Ab.   | —    | 119.º | —    | —    | 58.º | —     | —    | —    | —    | —    | 109.º | —    |
| Mundial en Ruta | Mundial en Ruta | —    | —    | —    | 103.º | 25.º | —     | 37.º | 49.º | 63.º | 104.º | —    | 90.º | Ab.  | —    | 66.º  | —    |

—: no participa

Ab.: abandono

## Equipos
- Skil-Shimano (2006-2007)
- Rabobank/Blanco/Belkin/Lotto NL/Jumbo (2008-2021)[3]
  - Rabobank (2008-2010)
  - Rabobank Cycling Team (2011-2012)
  - Blanco Pro Cycling (2013)[4]
  - Belkin-Pro Cycling Team (2013-2014)
  - Team Lotto NL-Jumbo (2015-2018)
  - Team Jumbo-Visma (2019-2021)[3]